# Casa Josep Giralt
La Casa Josep Giralt és una obra de Vilanova i la Geltrú (Garraf) protegida com a Bé Cultural d'Interès Local.

## Descripció
Es tracta d'un habitatge entre mitgeres originalment unifamiliar i actualment transformat en tres habitatges.
L'immoble és de planta sensiblement rectangular, de dos crugies paral·leles a façana i compost de planta baixa i dos pisos. La coberta és a dues vessants i també hi ha un terrat posterior.
Les parets de càrrega són de tàpia i totxo. Els forjats són de bigues de fusta, llata i rajola col·locada en sec. L'escala és de volta a la catalana.
La façana és de composició simètrica a la que se li ha obert un portal lateral. La planta baixa presenta un portal central adovellat d'arc de mig punt. A la dovella central hi ha la inscripció 1772. Al primer pis hi ha un balcó corregut amb dues obertures amb llinda i fornícula central. A la part superior hi ha dos balcons.